# 譚家軍
譚 家軍（たん かぐん、ピン音:Tan Jiajun、1993年12月17日 - ）は、中華人民共和国・広東省広州市出身のプロサッカー選手。中国サッカー・スーパーリーグ・広州恒大所属。ポジションはミッドフィールダー。

## 来歴

### クラブ

#### 広州恒大
2012年、広州恒大ユースから広州恒大へトップ昇格した。

## 所属クラブ
ユース経歴
- 広州恒大足球倶楽部

プロ経歴
- 2011年  広州恒大足球倶楽部ユース
- 2012年 -  広州恒大足球倶楽部

## タイトル

### クラブ
広州恒大
- AFCチャンピオンズリーグ：2013
- 中国サッカー・超級リーグ：2012, 2013, 2014
- 中国FAカップ：2012
- 中国サッカー・スーパーカップ：2012